# Acalyptris gielisi
Acalyptris gielisi is een vlinder van de familie van de dwergmineermotten (Nepticulidae), van de onderfamilie van de Nepticulinae. De wetenschappelijke naam van deze soort is voor het eerst voorgesteld door Erik van Nieukerken in een publicatie uit 2010.
De soort komt voor in de Verenigde Arabische Emiraten.